# Masacre de Sand Creek
La masacre de Sand Creek —también conocida como batalla de Sand Creek y como masacre de Chivington— fue un enfrentamiento armado que tuvo lugar el 29 de noviembre de 1864 en el sudeste del Territorio de Colorado (Estados Unidos) cuando una tropa de más de seiscientos voluntarios del Tercero de Caballería de Colorado al mando del coronel John Chivington atacó el campamento de cheyenes y arapajós del jefe Caldera Negra. El combate tuvo lugar dentro de lo que se conoció como Guerra de Colorado, conflicto coetáneo a la Guerra de Secesión. Como resultado murió un número indeterminado de indígenas, si bien bastantes fuentes los estiman en unas ciento treinta o ciento cuarenta personas, más de un centenar de las cuales serían mujeres y niños. La acción fue controvertida desde un principio, dando lugar a intensos debates periodísticos e historiográficos, discutiendo la legitimidad del ataque, si fue una «masacre» o una «batalla» y el número de fallecidos. En la actualidad, el lugar donde se desarrolló el enfrentamiento tiene la denominación de «Sitio Histórico Nacional de Sand Creek» en recuerdo del suceso.

## Antecedentes
En la década de 1840 la Ruta de Oregón comenzó a ser utilizada masivamente por colonos que se trasladaban al territorio anglo-estadounidense de Oregón. La fiebre del oro de 1848 aumentó el tránsito de viajeros que se dirigían hacia California y hacia el recién organizado Territorio de Oregón. Aunque el objetivo de los colonos no eran las Grandes Llanuras en las que vivían diversas tribus indígenas, alteraban su forma de vida al agotar la caza, la hierba y la madera. La Oficina de Asuntos Indios encargó al experimentado trampero Tom Fitzpatrick la negociación de un acuerdo con las tribus. En 1851 Fitzpatrick consiguió reunir a diez mil amerindios en Fuerte Laramie y consiguió firmar con ellos el Primer Tratado del Fuerte Laramie. Este permitía el paso de colonos y el establecimiento de carreteras y puestos militares; a cambio garantizaba las tierras de las tribus y se aprobaba el pago de subsidios. El propio Fitzpatrick consideraba que se trataba de un arreglo temporal.
La marea de inmigrantes no disminuyó, y se incrementó notablemente en 1858 cuando se encontró oro en las Montañas Rocosas, en lo que entonces era el Territorio de Kansas. De la noche a la mañana se creó la ciudad de Denver. La llegada masiva de mineros incrementó las tensiones con los indígenas, que veían cómo el territorio asignado por el Tratado del Fuerte Laramie era invadido por extraños. La elección de Abraham Lincoln como presidente de los Estados Unidos acentuó la inmigración debido a su política de fomentar la colonización del oeste. Respecto a los indios, su opinión era que debían abandonar su forma de vida tradicional y dedicarse a la agricultura. Ante esta situación, las autoridades federales y territoriales no hicieron nada para impedir la llegada de sus ciudadanos y optaron por firmar un nuevo tratado que redujese el territorio asignado a los pueblos originarios. En 1861, ya constituido el nuevo Territorio de Colorado, firmaron el Tratado de Fuerte Wise con un grupo de jefes cheyenes y arapajós. El nuevo acuerdo reducía muy notablemente la superficie del territorio reservado a estos pueblos y encontró el rechazo de buena parte de sus miembros.

## El conflicto

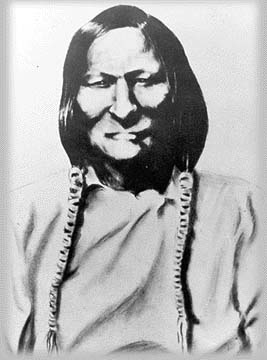
Caldera Negra, jefe de paz de los cheyenes meridionales.

La mayoría de los cheyenes rechazaron el Tratado de Fuerte Wise. Argumentaban que media docena de jefes no podían representar a todo un pueblo y que aquellos ni siquiera habían comprendido los términos del acuerdo. No aceptaban renunciar a la mayor parte del territorio reconocido por el Tratado del Fuerte Laramie para recluirse en una reserva pequeña y pobre en recursos. No recurrieron a la violencia; simplemente ignoraron el convenio y continuaron cazando en sus cotos tradicionales. Los civiles que habitaban el Territorio de Colorado los percibían como una amenaza; las autoridades los veían como rebeldes que incumplían un tratado legítimamente pactado. En busca de un acuerdo pacífico, varios jefes —entre los que se encontraban Oso Flaco y Caldera Negra— visitaron Washington D. C. en 1863, se entrevistaron con Lincoln y fueron acogidos con curiosidad por la población. Recibieron medallas, documentos de paz y banderas de los Estados Unidos con el consejo de que si las ondeaban en sus tiendas, ningún soldado les atacaría.

## La guerra
La tensión acumulada se fue liberando en forma de enfrentamientos cada vez más violentos. Los indios realizaban robos de ganado todavía no sangrientos, pero que los estadounidenses interpretaban como la amenaza latente de un levantamiento general y una masacre a gran escala. Poco a poco se desencadenó una guerra no declarada, de baja pero creciente intensidad y con múltiples partidas y facciones en juego. Los estadounidenses no distinguían entre los distintos pueblos indígenas —kiowas, cheyenes, siux, arapajós o comanches— ya que veían a todos como «pieles rojas» y les responsabilizaban colectivamente de cualquier ataque. De forma similar, los indígenas podían responder a un ataque del Ejército masacrando a una familia de colonos, considerando que todos eran «rostros pálidos». El 15 de mayo de 1864 una unidad militar asesinó al jefe Oso Flaco en Smoky Hill pese a que este se acercaba a ellos en solitario y luciendo la medalla que le habían dado en Washington. Caldera Negra impidió que los cheyenes atacaran a los responsables, pero a partir de ese momento, muchos cheyenes fueron hostiles. Su actividad violenta estaba encabezada por los soldados perro, la más belicosa de sus sociedades guerreras, pero también participaron jóvenes guerreros de Caldera Negra. El 11 de junio los miembros de la familia Hungate —padre, madre y dos niñas de corta edad— aparecieron asesinados y mutilados. Como consecuencia, el 27 de junio el gobernador de Colorado —John Evans— emitió una proclamación titulada «A los indios de las llanuras amigos» en la que ordenaba a estos que se alejaran de los belicosos y se dirigieran a Fuerte Lyon, donde estarían a salvo y se les proporcionarían provisiones.
Evans había alcanzado el puesto de gobernador gracias a la amistad que mantenía con el presidente Lincoln desde sus tiempos de Illinois. En 1863 había firmado un tratado con los utes que había sido respetado por ambas partes. Sin embargo, los continuos enfrentamientos con los indios de las llanuras hicieron que radicalizara su postura. El 11 de agosto de 1864 emitió una segunda proclamación en la que exhortaba a todos los ciudadanos a matar a todos los indios hostiles. Se trataba de una auténtica declaración de guerra, si bien Evans indicaba expresamente que se excluía de tal declaración a los indios amigos que habían acudido a los lugares indicados por él. Caldera Negra y los suyos todavía no habían obedecido esa orden.

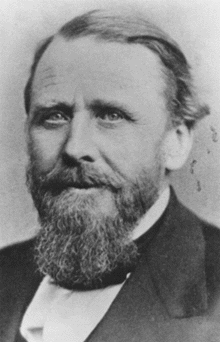
El gobernador Evans declaró la guerra a los indígenas.

El 29 de agosto, Caldera Negra envió una carta al mayor Wynkoop —quien estaba al mando de Fuerte Lyon— en la que le ofrecía dialogar para alcanzar la paz, siempre que fuera alcanzada a la vez con los demás pueblos indígenas. Manifestaba tener prisioneros de guerra y estar dispuesto a intercambiarlos y admitía que había partidas de guerreros que estaban fuera de su poblado. Wynkoop se puso en camino hacia Smoky Hill con poco más de cien soldados y se encontró con que los jefes iban acompañados de varios cientos de guerreros en formación de combate, una fuerza muy superior a la de las tropas que le acompañaban. Evitó la confrontación y sugirió a los jefes que se desplazaran a Denver para hablar con el gobernador. Caldera Negra le entregó a cuatro niños cautivos que había rescatado utilizando su propio patrimonio. Siguiendo el consejo del mayor, los jefes se desplazaron a Denver y el 28 de septiembre se reunieron con Evans. Sin embargo, este les reprochó que no hubieran acudido a Fort Lyon, manifestó que el tiempo de la negociación había pasado y afirmó que ahora la solución debía ser militar. Concedió la palabra al coronel Chivington, que estaba al mando del distrito militar. Chivington había tomado parte activa en la guerra civil, donde había destacado por su decisiva participación en la batalla de Glorieta Pass, y aspiraba a desarrollar una carrera política. Dejó claro a los jefes que él lucharía hasta que el enemigo depusiera las armas.
Chivington había organizado una milicia de voluntarios con belicosos mineros y colonos deseosos de acabar con los indios de las llanuras. Preferían ser reclutados para luchar contra indígenas mal armados que contra el Ejército de la Confederación. Denominó al regimiento así creado como el 3.º de Caballería de Colorado. Puesto que el compromiso de los voluntarios se limitaba a cien días, el coronel estaba deseoso de utilizar su nueva fuerza antes de que se disolviera. Por otra parte, relevó a Wynkoop al frente de Fuerte Lyon por considerarlo demasiado amable con los cheyenes y arapajós que acampaban cerca del fuerte y lo sustituyó por el mayor Anthony, un oficial más agresivo. Anthony aseguró a Caldera Negra que la protección del fuerte le alcanzaba en Sand Creek, a unos sesenta y cinco kilómetros de distancia, donde ubicó su campamento. Después expulsó a los arapajós que se habían establecido junto al fuerte, sugiriéndoles que se unieran a Caldera Negra. El jefe Mano Izquierda lo hizo así, pero Pequeño Cuervo se dirigió hacia el sur con los suyos porque no confiaba en el oficial.

## El ataque
El 27 de noviembre el coronel Chivington llegó a Fuerte Lyon con sus voluntarios del 3.º de Caballería. Allí informó de su decisión de atacar el poblado de Caldera Negra. Varios oficiales manifestaron que eso sería deshonroso, ya que el jefe cheyene había recibido garantías del Ejército para establecerse en Sand Creek. Chivington rechazó las objeciones coléricamente. Con su tropa reforzada por varias compañías del 1.º de Caballería —unos setecientos hombres— abandonó el fuerte la noche del día 28.
Al alba del 29 de noviembre la tropa alcanzó el campamento indígena. Entre cheyenes y arapajós habría cerca de seiscientas personas, la mayoría mujeres y niños ya que la mayor parte de los guerreros estaban ausentes. El ataque les tomó por sorpresa debido a que habían confiado en las garantías ofrecidas por el mayor Anthony. El anciano jefe Antílope Blanco se dirigió desarmado hacia los soldados pidiéndoles que se detuvieran y fue acribillado y mutilado. Caldera Negra pidió a su gente que se congregara en torno a la bandera de los Estados Unidos que ondeaba en el centro del poblado, confiando en que, tal como le habían asegurado, ningún soldado dispararía contra ella. Además izó una bandera blanca. Ambas eran perfectamente visibles. Mano Izquierda intentó llevar a sus arapajós hasta la bandera, pero también fue alcanzado por los disparos.
Los soldados no respetaron las banderas y dispararon contra la multitud reunida a su amparo. Mataron indiscriminadamente a hombres, mujeres y niños. Además, mutilaron los cadáveres arrancando cabelleras sin distinción de edad o sexo y cortando genitales masculinos y femeninos. Parece que varios de los oficiales que habían planteado objeciones al ataque ordenaron a sus hombres no abrir fuego más que en defensa propia, si bien alguno de ellos manifestó en la posterior investigación que había dado la orden para no alcanzar a los propios soldados atacantes. A pesar de la crudeza del ataque, la mayor parte de los indígenas pudieron escapar, muchos de ellos heridos. El mismo Caldera Negra consiguió huir, aunque su mujer resultó muy malherida. Aunque Chivington afirmó después que había acabado con medio millar de indios, se calcula que pudieron morir algo más de ciento treinta, ciento cinco de los cuales eran mujeres y niños. Algunos guerreros se atrincheraron y resistieron hasta el anochecer, momento en que escaparon al amparo de la oscuridad. Otros huyeron en pequeños grupos o individualmente. La propia falta de disciplina y de valor de los voluntarios salvó a numerosos cheyenes y arapajós. Por la misma razón los atacantes perdieron a nueve hombres y tuvieron treinta y ocho heridos, ya que bastantes pudieron ser alcanzados por fuego amigo.

## Consecuencias militares

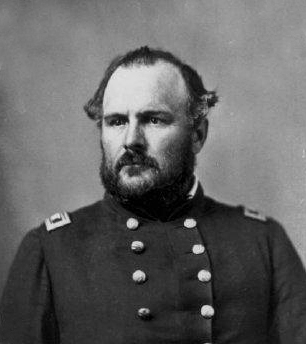
El coronel Chivington ordenó y dirigió el ataque.

Los que consiguieron huir de la matanza tuvieron que recorrer más de cien kilómetros, llevando consigo a los heridos a través de parajes helados hasta llegar a los cotos de caza donde estaban los jóvenes. Estos se indignaron y resolvieron luchar contra los invasores; al fin y al cabo, Chivington había conseguido matar o desprestigiar a los jefes cheyenes y arapajós partidarios de la paz. Ambos pueblos se aliaron con los siux y en 1865 lanzaron contundentes ataques contra caravanas de colonos, estaciones de postas y pequeñas poblaciones. Incendiaron Julesburg matando a sus habitantes. Los ciudadanos de Denver llegaron a sentir privaciones por la escasez de víveres causada por los ataques a los convoyes de suministros. Sin embargo, tras tomar venganza, los guerreros cheyenes se dirigieron hacia el norte para unirse a sus parientes, los cheyenes del norte, que habían establecido una alianza estable con los siux. Tan solo Caldera Negra y algunos cientos de partidarios se dirigieron hacia el sur, uniéndose a los arapajós de Pequeño Cuervo.
Aunque los indígenas habían dado por terminada la campaña tras realizar sus represalias, el Ejército deseaba terminar la guerra infligiéndoles una severa derrota. El general Pope —jefe de la División Militar del Misuri— programó una contraofensiva que debía desarrollarse durante la primavera de 1865 y contaría con tres divisiones que atacarían a la coalición india desde diferentes puntos. Sin embargo, el ataque no llegó a realizarse debido a la deserción de numerosos soldados. Tras la larga Guerra de Secesión, los hombres estaban cansados y deseosos de regresar a sus casas. La única columna que llegó a operar en agosto estuvo a punto de ser aniquilada por las tribus de las llanuras. Estas quedaron invictas, pero el Territorio de Colorado había quedado totalmente libre de indígenas y los estadounidenses pudieron repartirse las tierras.

## Valoraciones
El ataque al poblado de Caldera Negra fue polémico desde el principio. Varios oficiales declararon que el Ejército había ofrecido su protección a los indígenas acampados en Sand Creek. Y diversos testigos constataron la matanza indiscriminada de hombres, mujeres y niños así como las salvajes mutilaciones practicadas. Como resultado, se abrieron sendas comisiones de investigación en el Ejército y en el Congreso en las que se vertieron duras críticas contra el coronel Chivington. A pesar de ello no se llegaron a imponer sanciones penales o disciplinarias contra ninguno de los autores del ataque. Sin embargo la carrera política de Chivington quedó arruinada antes de iniciarse.
La polémica ha continuado entre los historiadores, con un sector doctrinal defendiendo que se libró una batalla y otro afirmando que fue una masacre. Dentro de la corriente anticolonialista que creció en la segunda mitad del siglo XX, se inserta la matanza en lo que se considera como un genocidio de pueblos indígenas. Por el contrario, algunos autores que admiten la consideración del suceso como masacre, niegan la voluntad de las autoridades estadounidenses de exterminar a los indios de las llanuras.
La polémica continuó cuando en el Capitolio de Denver se erigió un monumento en el que se incluía a Sand Creek como una de las batallas de la Guerra de Secesión libradas en el territorio del actual Estado de Colorado. Las protestas hicieron que en 2002 se permitiera a un grupo de historiadores colocar una placa aclarando que Sand Creek había sido incorrectamente caracterizada como «batalla». Por otro lado, el lugar del ataque está reconocido desde 2000 como un Sitio Histórico Nacional que conmemora la realización de la masacre.